# Brake (Unterweser)
Brake (Unterweser) è una città di 14 884 abitanti della Bassa Sassonia, in Germania.

È il capoluogo del circondario (Landkreis) del Wesermarsch (targa BRA).
Qua nacque l'organaro Arp Schnitger.